# Mensignac

Mensignac este o comună în departamentul Dordogne din sud-vestul Franței. În 2009 avea o populație de 1.430 de locuitori.

## Evoluția populației
| An        | 1975 | 1982  | 1990  | 1999  | 2006  | 2009  |
| --------- | ---- | ----- | ----- | ----- | ----- | ----- |
| Populație | 902  | 1.034 | 1.127 | 1.136 | 1.298 | 1.430 |